# Telegram
Telegram（中国大陆译名電報，非正式簡稱TG、纸飞机、飛機）是跨平台的即時通訊软件，其客户端是自由及开放源代码软件，但服务端是专有软件。使用者可以相互交換加密與自毁訊息，傳送相片、影片等所有類型檔案。官方提供手機版（Android、iOS、Windows Phone）、桌面版（Windows、macOS、Linux）和網頁版等多種平台用戶端；同时官方开放应用程序接口（API），因此擁有許多第三方的客户端可供選擇。
2022年6月，Telegram推出了付费的Telegram Premium訂閱，標價4.99美元每月。訂閱Telegram Premium後可以使用高級貼紙，頻道中不會顯示贊助廣告，最多加入頻道數量相较未訂閱數量翻倍，更快的下載速度等额外功能。

## 历史
Telegram在2013年由尼古拉·杜洛夫與保羅·杜洛夫兩兄弟正式发布。他們二人是俄罗斯最大的社交網路服務VKontakte的創始者。Telegram Messenger LLP是設立在伦敦獨立公司，开发团队则位于迪拜。尼古拉·杜洛夫为Telegram设计了MTProto协议，同時保羅·杜洛夫自數位堡壘公司（英語：Digital Fortress）提供資金與基礎設備。
2021年3月23日，保羅·杜洛夫宣布Telegram已发行价值超过10亿美元的债券。
2021年10月26日，保羅·杜洛夫宣布Telegram将很快推出官方广告信息服务。他还澄清说，广告不会显示在聊天、个人对话或群组的列表中，而只会影响已经发布广告帖子的大型频道。
2022年6月20日，发布名为Telegram Premium的付费会员，价格为＄4.99/月。

### 競賽
- 2013年12月19日，保羅·杜洛夫宣佈只要有任何人成功破解已攔截的通話訊息，他願意提供价值20萬美元的比特幣做為獎金[16][17]。
- 2013年12月21日，一名信息技術社群的使用者發現Telegram存在安全漏洞。漏洞得以修正后，他得到了10萬美元獎金[18]。
- 2014年3月1日，首場競賽沒有任何贏家，而且官方公佈解密方法[19]。官方宣稱有多名挑戰者破解它的權限管理，而且還宣佈會做好更多的準備來迎接下一次的競賽[19][20]。

### 活躍人數
- 2013年10月，Telegram每天有10萬活躍用戶[21]。
- 2014年3月，Telegram公布其服務分別已達到每月3500萬活躍用戶和每日1500萬活躍用戶[22]。
- 2014年12月，Telegram拥有5000万活跃用户，每周新增100万新注册用户，每日消息量达到10亿条[23]。
- 2015年9月，發表聲明，表示該應用程式有6000萬活躍用戶數，並且每天傳遞120億則訊息[24]。
- 2016年2月，Telegram公佈他們每月有1亿活跃用戶、每天有35萬位用戶註冊、每日傳遞150億則消息[25]。
- 2018年3月，官方公佈其服務達到每月2億活跃用戶數，相當於世界上人口数第六大的國家的人口[26]。
- 2020年4月，全球活跃用户突破4億人次[27]。
- 2021年1月，創辦人公布每月活跃用戶數目突破5亿[28]。
- 2022年6月，全球活跃用户突破7亿人次[29]。
- 2023年7月，全球活跃用户突破8亿人次、每天都有超过 250 万新用户注册 Telegram[30]。
- 2024年3月，全球活跃用户突破9亿人次[31]。
- 2024年7月，全球活跃用户突破9.5亿人次[32]。
- 2025年3月，全球活跃用户突破10亿人次[33]。

### 用戶分佈
Telegram于2022年的全年下載量分佈為：
1. 印度：下載量1.04億。
2. 俄羅斯：下載量3,400萬。
3. 印度尼西亞：下載量2,700萬
4. 美國：下載量2,600萬。
5. 巴西：下載量2,194萬。
6. 埃及：下載量1,485萬。
7. 越南：下載量1,184萬。
8. 墨西哥：下載量1,161萬。
9. 烏克蘭：下載量1,076萬。
10. 土耳其：下載量979萬。

### 事故
2017年9月20日下午（UTC+8），由於位於新加坡（編號為DC5）Telegram伺服器發生了斷電事故，導致亞洲使用者無法使用Telegram。六天後，再次發生同樣的事故。Telegram在其官方 Twitter 帳號發文稱，他們決定將亞洲區的資料中心遷出新加坡更換到新的地點，但需要時間。30日，又因新加坡資料中心斷電導致Telegram亞洲區停擺一小時。

### 政府監控
2018年8月，Telegram修改隱私政策，如果執法調查單位能夠證明特定用戶的身份為恐怖分子，將配合法院要求提供該用戶的IP、電話號碼等資料。
港區國安法通過後，部分香港市民憂慮即時通訊軟體安全性不足。2020年7月5日，Telegram市場推廣總監Mike Ravdonikas接受香港英文網媒《Hong Kong Free Press》採訪時表示，Telegram將暫停受理香港政府索取用户數據的請求，直至立法取得國際社會的共識，並強調從未向香港政府提交任何數據。
2024年9月，Telegram宣布其隱私政策進行重大變更。根據新規定，Telegram將在接到合法的司法請求後，向執法機構共享用戶的IP地址和電話號碼。此前，Telegram僅在涉及恐怖主義案件時才會分享這類數據。而此次政策的變更擴大到了所有違反平台規則的用戶，包括涉及非法交易或違法活動的情況。

## 特性

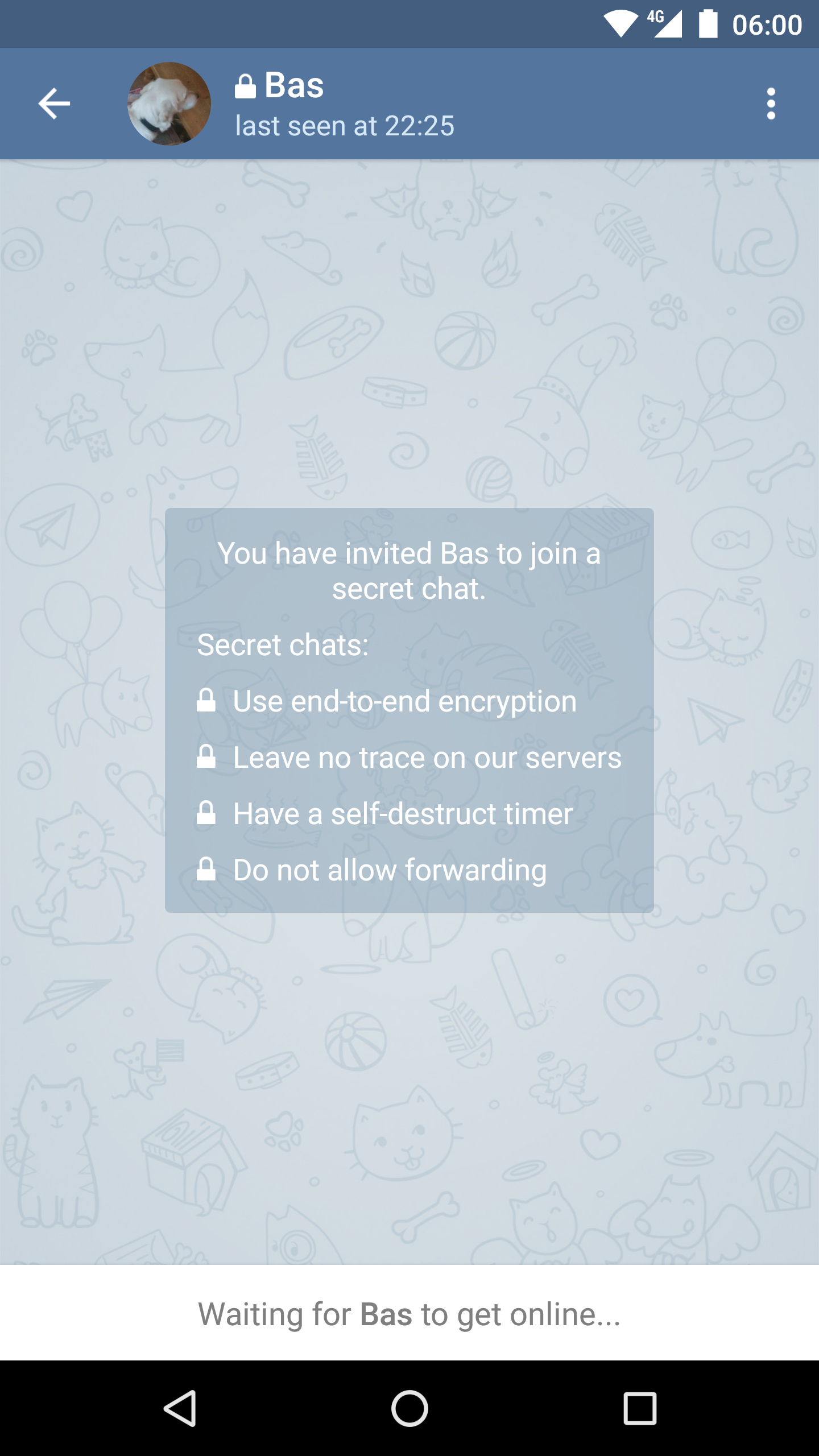
“秘密聊天”的确认通知（截图来自Android棉花糖）

Telegram官方表示，该软件具有強大的通訊安全特性，與其他以普羅大眾市場為主的即時通訊軟體例如WhatsApp與LINE相比更为安全。
Telegram中的聊天会话分为两种：
1. 「一般聊天」模式，在双方的客户端与Telegram服务器之间建立加密连接，可以使用完整的功能[46]；
2. 「加密聊天」模式，采用端對端加密，部分功能（如转发）无法使用，且只能由双方各自发起会话的客户端访问。

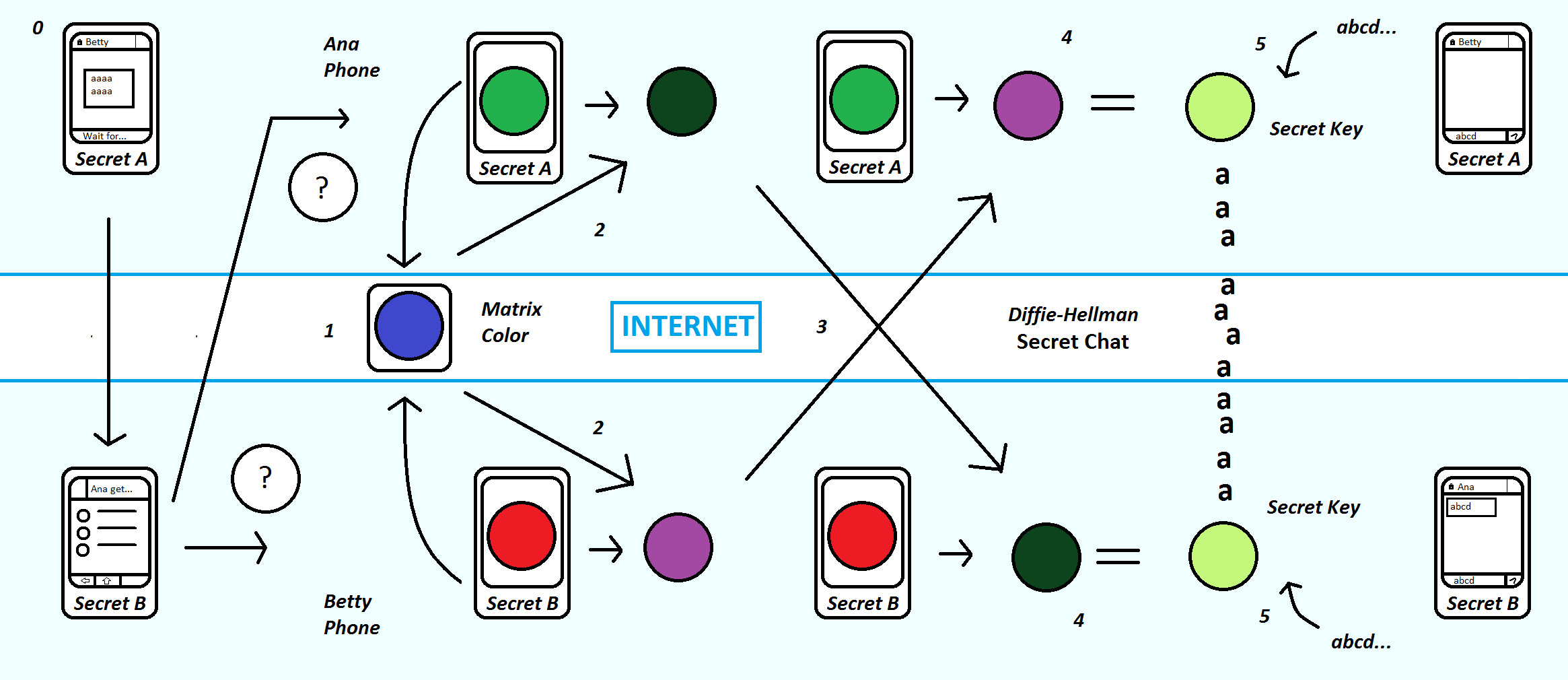
圖解祕密聊天模式

官方宣稱，當兩名使用者進行通訊時，第三方包含管理人員皆無法存取使用者的通訊內容。當使用者在進行祕密聊天時，訊息包含多媒體皆可以被指定為自毁訊息，當訊息被使用者閱讀之後，訊息在指定的時間內會自動銷毀。一旦訊息過期，訊息會消失在使用者的裝置上。
主要特性如下所示：

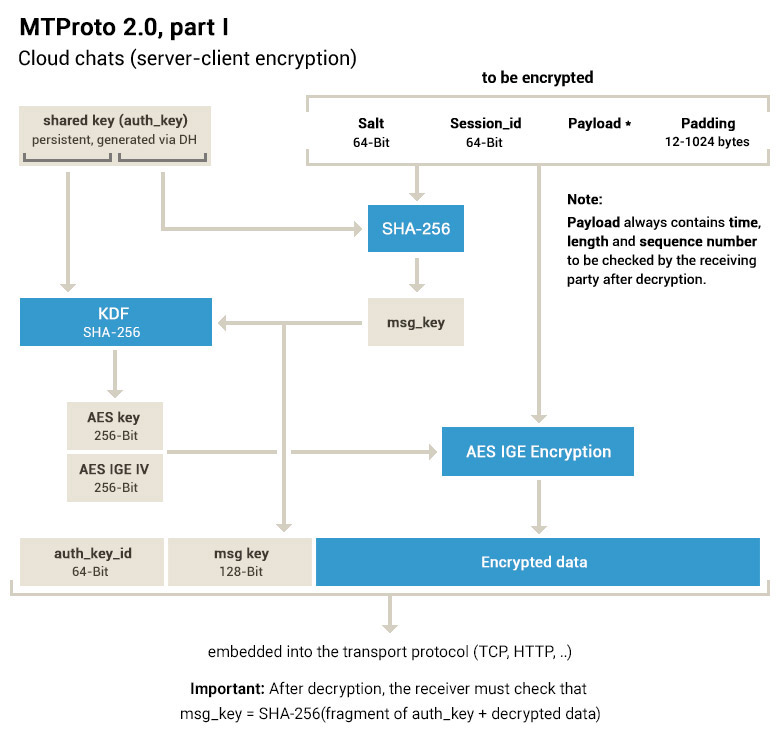
MTProto聊天記錄加密方式

- 經由專用的MTProto网络传输协议，以對稱式高级加密标准256位元（AES-256）、RSA加密演算法2048位元與迪菲－赫尔曼密钥交换為基礎的加密方法[11][49][50][51]。
- 聊天歷史會被儲存在Telegram雲端，而且可以使用多個裝置登入并同步聊天历史。
- 其區分為智能手机版、个人电脑版、网页浏览器延伸版與非官方智能手机版[52]。
- 可以傳送語音、照片、影片以及所有的檔案格式。
- 群組聊天（群組服務）起初最多可以支援到200名成員[53]，2015年11月底，擴增為1000名成員[54][55]，2016年3月中旬上增人數到5000名成員[56]，2017年6月底增至10000名成員[57]，時至今日，已支援200,000人，並有眾多群組達到此限制。

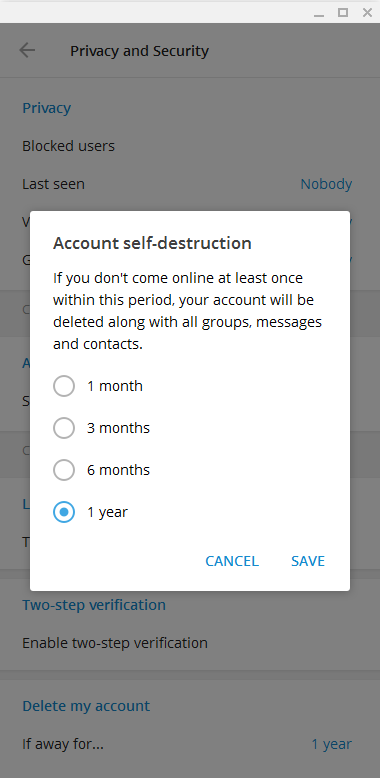
Telegram账号自毁设置

- Telegram账号自毁设置頻道支援無限制的使用者加入，且可指派至多50名管理員共同維護。
- 建立群組的使用者仍然可以選擇「無管理員的民主模式」，也可以建立「指派管理員機制」[54][55]，且非管理員皆無法任意移除成員。
- 使用端對端加密通訊的祕密聊天，訊息不會被儲存在伺服器。
- 進行祕密聊天的訊息可選擇定時自動銷毀，像Snapchat一樣。
- 訊息的讀取狀態分為兩種：一只对勾代表傳送完毕，二只对勾代表消息已获讀取[58]。

官方發行的用戶端軟體與部分的非官方用戶端是开放源代码的，并且支持可重现构建。然而，它的伺服器端軟體是封闭原始碼的專有軟體。
为了节省服务器资源，若用户长时间不登录Telegram账号，系统会自动予以销毁（即永久删除），用户可以设置多久后自动销毁该账号，时长分别有一个月后、三个月后、半年后、一年后、一年半后和两年后（默认时长为半年后），用户也可手动销毁账号。

## 特色功能

### 秘密聊天

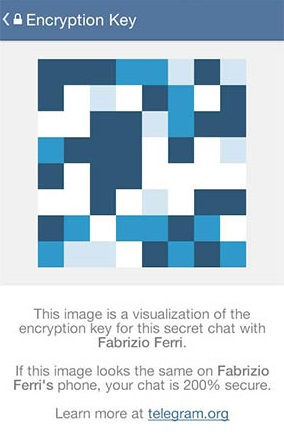
Telegram秘密聊天的加密密钥

秘密聊天是專為那些比一般人希望獲得更高安全性的人們所設計的功能。秘密聊天的內容全部都是以直接的端到端加密來傳輸。這代表只有你與秘密聊天的對方，才能讀取到這些聊天訊息 － 沒有任何其他人可以破解它們，包含Telegram團隊本身。此外，秘密聊天訊息也無法被轉寄。而你也可藉由設定在對方讀取訊息後的特定時間，自動銷毀訊息內容，這樣一來不論你或者對方裝置上的該訊息就會永久消失。
秘密和一般聊天之間的最後一個區別就是，秘密聊天的內容不會儲存在雲端伺服器。你只能從秘密聊天雙方的裝置中存取這些訊息。

### 機器人

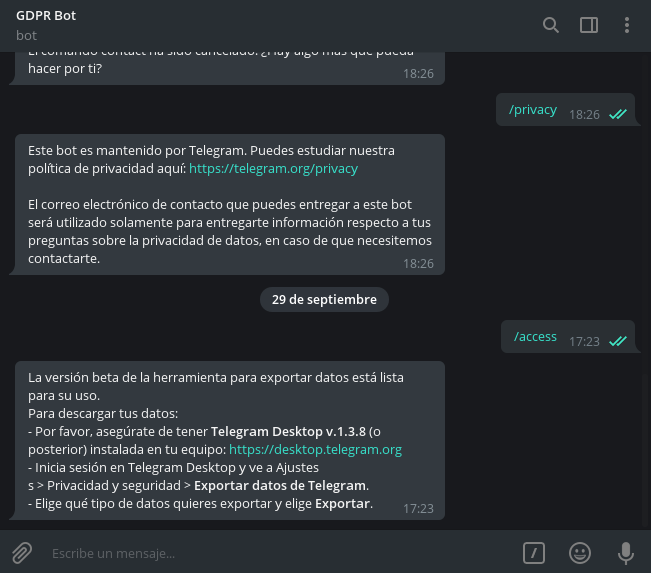
某个机器人

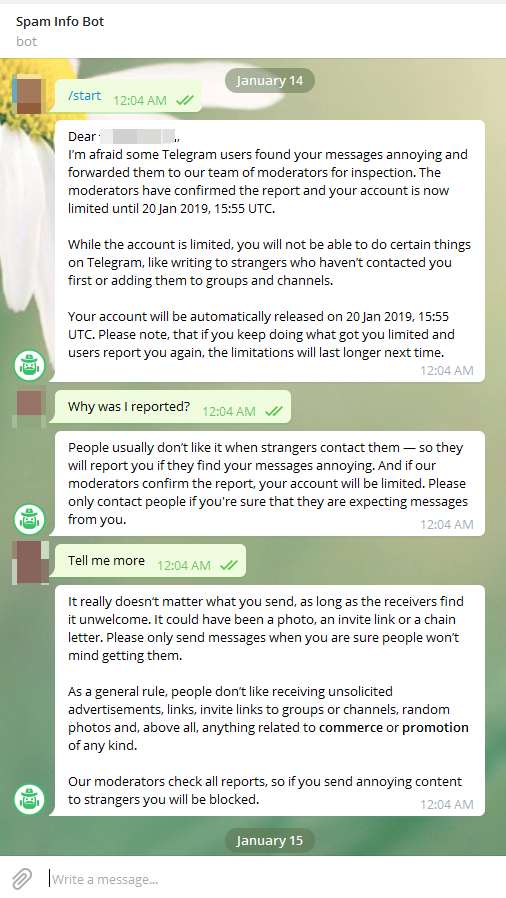
如果帐号被Telegram官方禁言，可以通过官方机器人@SpamBot查询禁言原因和解封时间。

在2015年6月，Telegram開放了機器人API，更在2017年5月支援了付款功能。機器人是Telegram上以程式運作的帳號，可以回覆人類的指令、訊息，視開發者設定而異。
另一種功能稱為內聯機器人，支援快速傳送相關的GIF動圖、圖片，其來自網絡、YouTube影片、維基百科的文章，等等。

### 语音和视频通話
2017年3月，Telegram 官方應用程式新增了語音通話功能。
這採用了跟祕密聊天相同的端到端加密技術，在網路環境許可的情況下，會採用對等網路傳輸，否則會經由最近的伺服器連線。
2020年8月15日，Telegram添加了端到端加密的视频通话。还提供画中画模式，以便用户可以在通话的同时选择使用应用程序的其他功能。
2021年6月，Telegram在其所有客户之间实施了群组视频通话。用户可以从他们的相机流式传输视频、共享他们的屏幕或同时进行。该公司表示，群组通话的人数上限为30人，并将“很快”提高上限。组呼支持选择性屏幕共享、分屏视图和改进的噪声抑制。2021年7月，Telegram的更新引入了最多1000人观看流媒体视频的能力。

### 即時查看
在2017年5月時推出的新功能，並同時啟動為期一個月的競賽，提供總額250,000美元的獎金，完善了對兩千多個主要網站的支援。

### 頻道
2015年9月，Telegram增加了频道。频道是一种单向消息传递形式，管理员可以在其中发布消息，而其他用户则不能。任何用户都可以创建和订阅频道。可以创建频道以向无限数量的订阅者广播消息。频道可以通过别名和永久URL公开访问，因此任何人都可以加入。加入频道的用户可以查看整个消息历史记录。用户可以随时加入和离开频道。根据频道的设置，消息可能会使用频道名称或发布它们的管理员的用户名进行签名。非管理员用户无法看到已订阅该频道的其他用户。频道管理员可以查看有关频道活动的统计信息，因为每条消息都有自己的查看计数器，显示有多少用户看到了此消息，包括转发消息的查看次数。
自2019年5月起，频道的创建者可以添加一个讨论组，这是一个单独的组，频道中的消息会自动发布以供订阅者进行交流。这允许对频道中的帖子发表评论。
2021年12月，引入了内容保护功能，允许私人频道和群组的管理员在其社区中禁用屏幕截图、消息转发和保存数据。

### 翻译平台
用户可以通过Telegram翻译平台安装官方未支持的语言及参与翻译。

### 导入聊天记录
自2021年1月28日起，Telegram能够从其他即时通讯工具（包括WhatsApp）导入聊天记录和通信历史记录。

### Telegram Premium
2022年5月，Telegram Premium在iOS上率先测试。
2022年6月20日，Telegram Premium上架iOS、Android等设备。
2022年6月21日，Telegram Premium上架Windows版。
2022年12月6日，Premium用户数达100万。
2023年12月8日，Premium用户数达400万。
2024年1月9日，Premium用户数达500万。
2024年9月6日，Premium用户数达1000万。
2024年12月23日，Premium用户数达1200万。

#### 功能
- 可加入群组与频道数量（500 > 1000）
- 置顶对话数量（5 > 10）
- 公开链接（10 > 20）
- 可保存 GIF 动画(200 > 400)
- 收藏的贴纸（5 > 10）
- 个人介绍字数限制（70 > 140）
- 图片/视频描述文字（1024 > 2048）
- 聊天分组文件夹（10 > 20）
- 分组对话数量限制（100 > 200）
- 可登录账号数量（3 > 4）
- 单文件大小限制（2GB > 4GB）[73]
- 更快的下载速度
- 语音转文字
- 无广告
- 独占点赞图标
- 独占贴纸
- 可修改的默认分组
- 会员标记
- 动态头像
- 独占应用图标

##### 滥用
部分广告账户为规避Telegram的审查而开通Telegram Premium来减少双向（无法与非好友用户和新群组发送消息）的可能性。

### Telegram Stories
自2023年7月起，Telegram先后在iOS、Android及桌面平台测试Telegram Stories，用户可发送图文限时动态并设定显示时长（6、12、24 或 48 小时），仅限订阅Telegram Premium用户可发送限时动态。
2023年8月14日，Telegram庆祝其成立10周年，并宣布Telegram Stories将开放给所有用户使用，唯非订阅用户每24小时仅可发送3条限时动态。

## 應用程式
為了支援各種不同的系统平台，它提供多個用戶端版本，並允許各地好手開發自己的版本。它的伺服器系統分散並且分佈在全球各地，以地理位置自動分配伺服器，加快全球回應速度。以下列出官方研發團隊與社群研發人員提供的應用程式版本。

### 桌面環境

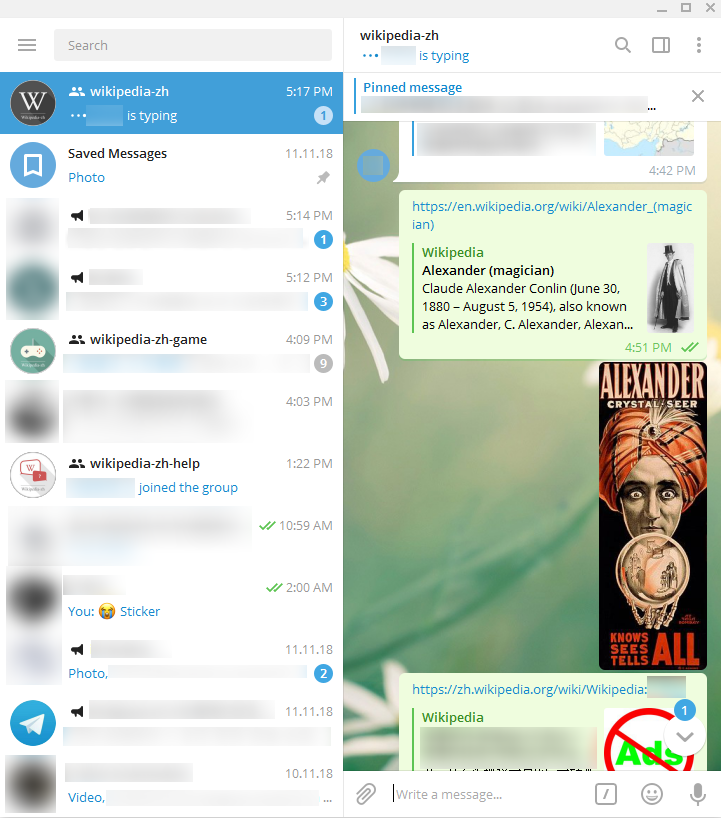
Telegram Desktop（Windows版）

- Telegram for macOS：支援macOS，也是官方發行的第一個應用程式。
- Telegram Desktop：由官方發行，可支援多平台桌面環境的應用程式，支援 Windows（綠色軟體）、macOS、GNU/Linux。
- Unigram：使用TDLib的UWP应用。

### Android 裝置
- Telegram：官方原版
- Telegram X：先是由第三方開發，後被併入為官方版[76]

### iOS 裝置
- Telegram Messenger
  - Telegram X：使用Swift語言编写的版本，已併入Telegram Messenger。需注意的是，這與Android版Telegram X並無任何關係。

### 其他行動裝置
- Windows Phone：2014年5月釋出測試版，已结束支持。
- Firefox OS：基於Webogram的官方客戶端
- Sailfish OS：第三方客戶端
- Ubuntu Touch：第三方客戶端
- BlackBerry：第三方客戶端
- Series 40 & Symbian：第三方客戶端

### 網頁版
- Telegram Web

## 相關情況与争议

### 遭到滥用
由于很多使用中国大陆手机号（+86开头）注册的帐户使用Telegram向他人发送广告，Telegram在之前默认限制了+86手机号注册用户向非相互联系人用户发送消息以避免群发广告骚扰。现在 +86手机号用户已经被Telegram官方解除了限制。

### 牽涉恐怖活動
2015年11月，由於伊斯蘭國相關組織使用頻繁，Telegram移除了近250個所使用廣播頻道，並封鎖其所屬帳號並且持續每天移除近百頻道。除此以外，Telegram也被指其成为黎巴嫩真主党、哈马斯、基地组织和塔利班等极端组织活动的“温床”。

### 色情、侵犯版權的內容

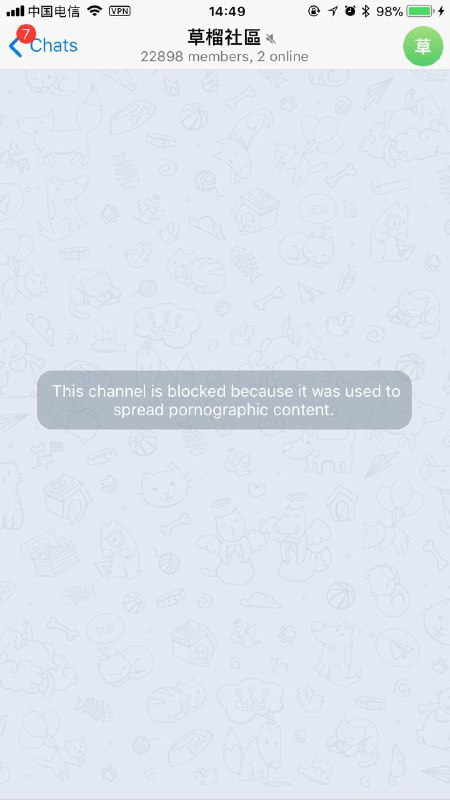
iOS用户无法查看被标记为色情的群组或频道。

Telegram強調其不鼓勵色情內容、侵犯版權的內容存在，但使用者檢舉的色情群組、頻道仅会於iOS、macOS設備（App Store版）無法觀看，但用户可以通过Telegram网页版的设置即可解除相关限制，但通过伊朗等地号码注册的用户貌似无法在网页版设置中找到，原因未知，官方并不会審查或下架相关頻道。

### 非法出售個人信息
2020年3月中旬，中華人民共和國江蘇省公安分局網安大隊在“淨網2020”專項行動的網絡巡查中獲取了一條網民通过Telegram出售公民個人信息的線索，並於4月22日在廣東東莞和湖南衡陽逮捕6名嫌疑犯，查獲過百萬條公民個人信息。
2023年，中国多地警方发布公告，建议家长检查孩子手机，如有安装Telegram应进行卸载，称犯罪分子可能利用该软件窃取青少年个人信息，然后销毁记录。

### 传播钓鱼木马
2020年12月26日，金山毒霸安全团队发布
通过“捕风”威胁感知系统捕获一类新的钓鱼木马，该类木马在Telegram群组中传播，通过命名成各种时政热点消息的标题或者更改图标伪装成正规软件，诱使用户点击。该木马执行后会驻留在用户系统目录下，通过注册表启动项进行持久化。在用户电脑上进行键盘监控、命令执行、插件调用等操作。调用插件通过c&c服务端返回数据反射式注入dll加载，无新文件落地。更容易绕过防毒軟體的检测。一旦中招，用户的电脑对攻击者便是门户大开，危害极大。

### 助長詐騙
根據美國財政部下屬金融犯罪執法網絡的數據，到 2022 年，銀行的支票欺詐事件增加了 84%，Telegram 是所有支票欺詐的來源。詐騙者還會使用假冒名人、假冒官方人員、虛假抽獎等方式騙取用戶的個人信息和財產。
2024年10月7日，联合国毒品和犯罪问题办公室（UNODC）发布的报告阐述，Telegram被东南亚犯罪集团用作「地下数据市场」进行大规模非法活动，包括信用卡详细信息、密码和浏览器历史记录在内的泄露数据正在被泄露到Telegram中，并在极少甚至没有节制的情况下在渠道上公开出售。这些后果将用于网络犯罪的工具，包括用于欺诈的所谓假图像（深度伪造）和用于窃取数据的恶意软件，未经许可的加密货币交易所提供洗钱服务。毒品和犯罪问题办公室称，东南亚已成为该行业的主要中心，该行业使用针对世界各地受害者的欺诈计划，每年创收274亿至365亿美元，其中许多是中国犯罪集团，在设有被贩运工人的戒备中心开展活动。

### 安全爭議
Telegram聊天不是默認開啟端到端加密，而Signal等App默认開啟端到端加密。使用Telegram的端到端加密，需要點擊用戶名、点击右上角菜單後點擊開啟秘密聊天。且Telegram中的群組無法開啟端到端加密。
Telegram认为信息加密存储在Telegram Cloud既安全且在手機丟失的情况能恢復數據。
一部分的加密社群成員包含資訊安全研究人員馬克西·馬林史派克與泰勒·烘比（Taylor Hornby）都曾經批評它的加密競賽與專用的MTProto网络传输协议。

## 外部連結
- 官方网站 （英文）
- 官方博客 （英文）
- Telegram的X（前Twitter）